# Nichts ist, wie es scheint
Nichts ist, wie es scheint ist eine Studie von Michael Butter, die 2018 veröffentlicht wurde. Butter analysiert in dieser Publikation die allgemeinen Merkmale und Mechanismen von Verschwörungstheorien.

## Inhalt
Dorothee Riese und Johannes M. Kies resümieren in ihrer socialnet-Rezension die fünf Kapitel des Buches, die jeweils einen Aspekt des Themas darstellen: Verschwörungstheorien werden im ersten Kapitel klassifiziert als solche von oben (Regierung) oder unten (Bevölkerung), innen (Inland) oder außen (Ausland). Butter differenziere außerdem reale Theorien der Verschwörung (begrenzte räumliche und zeitliche Reichweite, überschaubarer Täterkreis, Beispiel Watergate) von irrealen Verschwörungstheorien (zeitlich und räumlich allumfassend, unüberschaubarer Kreis von Verantwortlichen).
Im zweiten Kapitel untersuche Butter Methoden, die dazu dienen, einen Schein von Seriosität zu vermitteln, und stellt finanzielle Interessen als häufiges Motiv hinter der Theoriebildung und -verbreitung dar. Das dritte Kapitel untersuche die Motive von Menschen, an Verschwörungstheorien zu glauben: Unterlegenheitsgefühle, Gruppenkohäsion und Identitätsbildung. Die Basis sei oft ein sehr traditionelles Weltbild, das die Komplexität der modernen Welt nicht verstehe und von der Bedeutung einzelner Akteure und ihrer Absichten ausgehe. In den letzten beiden Kapiteln werde die historische Entwicklung nachgezeichnet und die Bedeutung des Internets dargestellt. Als Maßnahmen zum Schutz vor Verschwörungstheorien empfehle Butter historical literacy, media literacy und social literacy.

## Wissenschaftliche Rezeption
In der Politischen Vierteljahresschrift lobt Eva Marlene Hausteiner Butters begriffliche Differenzierung und seine gehaltvollen Fallstudien zu Eva Herman, Donald Trump und zu Daniele Gansers „Wissenschaftlichkeitssimulationen“. Kritisch sieht sie jedoch die enge Auslegung des Verschwörungsbegriffs (Konzentration auf einzelne Ereignisse und Institutionen), die offen lasse, ob Verschwörungstheorien nicht auch gelegentlich reale „Verschwörungen“ einer Regierung entlarven und so eine machtkritische Waffe im Dienste demokratischer Transparenz darstellen könnten.
Überrascht ist sie von Butters Angleichung der Verschwörungstheorien an wissenschaftliche Theorien: „Zwar unterschieden sich Verschwörungstheorien von aktuellen wissenschaftlichen Theorien nicht zuletzt durch ihr unterkomplexes Weltbild und Kausalitätsverständnis, doch beide seien sinnstiftend, komplexitätsreduzierend und durchaus, entgegen mancher Deutungen, falsifizierbar“.
Kontrovers findet Hausteiner die Thesen Butters über Stigmatisierung und Bedeutungsverlust der Verschwörungstheorien und die behauptete nicht empirische, aber funktionale Allianz mit dem Populismus. Hausteiner relativiert die Bildungstherapie Butters (historical, media, and social literacy): „Die AnhängerInnen eines verschwörungstheoretisch angereicherten Populismus sind nicht sämtlich bildungsfern, und auch ein Bildungshintergrund schützt nicht automatisch vor der Versuchung schlichter Feindbilder. Verschwörungstheorien machen nicht allein als Wissensform Politik, sondern auch als emotionale Ressource, der mit Rationalität und Gegenwissen nicht allein beizukommen sein wird.“
Gelegentlich laufe der Autor auch Gefahr, so Hausteiner, die „Spezifik verschwörungstheoretischer Elemente“, die sprachlichen Ausdrucksformen des verschwörungstheoretischen Stils, zu überschätzen.
Andreas Anton und Alan Schink stellen in ihrer Rezension 2019 kritisch die Defizite der „griffigen“ Definition Butters und Michael Barkuns heraus. Ihre Merkmalszuschreibungen seien analytisch letztlich wertlos, da sie sich auf unbestimmbare Größen („Nichts“, „Alles“) bezögen. Das größte Manko stelle Butters äußerst enge Definition von Verschwörungstheorien dar, nach der es ein wesentliches Merkmal verschwörungstheoretischer Deutungen sei, dass sie immer falsch sind.

Die „essentialistische“ Herangehensweise führe Butter in offene Widersprüche, etwa wenn er schreibt, dass sich sogenannte Ereignisverschwörungstheorien vielleicht doch als wahr herausstellen könnten. Sein Verständnis führe ihn zur Tautologie: Da Verschwörungstheorien immer falsch seien, habe sich auch noch nie eine Verschwörungstheorie im Nachhinein als wahr herausgestellt. Die Rezensenten kritisieren die einseitige Auswahl von Sekundärliteratur, da etwa George Cubitt nur verkürzt, andere gar nicht berücksichtigt wurden. Jack Bratich sei missverstanden worden. 

„Insgesamt entsteht der Eindruck, dass das Werk mit heißer Nadel gestrickt wurde und dem Autor nicht genügend Zeit blieb, um auf elementare Begriffsarbeit, Tiefenschärfe und logische Stringenz zu achten. Lesenswert ist es aber allein schon deshalb, weil es aktuell eine zentrale Referenz in der deutschsprachigen wissenschaftlichen Diskussion über Verschwörungstheorien bildet und vermutlich auch künftig bilden wird.“

## Mediale Rezeption
Tobias Sedelmaier von der NZZ findet die Darstellung Butters erhellend. Er arbeite Grundkonstanten der Verschwörungstheorien heraus, zu denen neben Heimlichkeit und Absicht als dritte Komponente ein absolutes manichäisches Gut-Böse-Schema gehöre. Am Anfang stehe stets die Frage „cui bono?“ (Wem nutzt es?). Verschwörungstheoretiker seien damit, so Sedelmaier, „gedankliche Geisterfahrer, die den Weg der Deduktion als Einbahnstrasse nutzen“. Das utopische Element dieser Theorien liege darin, durch Vereinfachung der Tatsachen (Komplexitätsreduktion) den falschen Glauben zu erzeugen, Menschen könnten aktiv etwas an den Verhältnissen ändern: „Die Reduktion einer sonst kaum aufzulösenden Komplexität suggeriert Handlungsfähigkeit. Wenn statt diffiziler geostrategischer, kultureller und sozialer Prozesse in erster Linie Angela Merkel an der Flüchtlingskrise in Deutschland schuld ist, so kann aktiv dagegen etwas unternommen werden, etwa die Verweigerung ihrer Wahl.“ Noch wesentlicher zur Bestimmung der Verschwörungstheorien ist nach Sedelmaiers Auffassung die Fehleinschätzung zeitlicher und personeller Dimensionen. Bestimmend sei hier der Glaube, einzelne Akteure stünden hinter den Verschwörungen und ihre Machenschaften könnten jahrzehntelang geheim gehalten werden.
Helmut Mayer (FAZ) geht von der Migrationsthematik aus, die er als Anlass zu Verschwörungstheorien sieht, und mahnt mit Butter zur Vorsicht, hohe Umfragewerte zugunsten dieser Theorien fehlzuinterpretieren. In Wirklichkeit drückten diese Werte oft nur Verunsicherung aus, aber noch keine Zustimmung zu expliziten Theorien einer „Gruppe untereinander verständigter, hinter den Kulissen agierender Strippenzieher“. Populistische Anprangerung von Eliten sei per se noch keine Verschwörungstheorie. Mayer schätzt Butters Untersuchung, da sie für solche Differenzierungen den Sinn schärfe. Er stellt weiter dar, dass Butter den Eindruck weitflächiger Zustimmung vor allem auf Effekte der Propagierung im Internet zurückführt und damit relativiert. Die mediale Resonanz verschleiere, dass Verschwörungstheorien als ungerechtfertigte Wissensansprüche stigmatisiert seien, „während sie bis in die ersten Jahrzehnte des vorigen Jahrhunderts – zumindest in Europa und den Vereinigten Staaten – als legitime Formen behaupteten Wissens auftreten konnten“.
Der Zeit-Rezension von Tobias Haberkorn zufolge revidiert Butter ein Stück weit die „klassische Deutung des Konspirationsglaubens als eine(r) geistige(n) Pathologie“, wie sie Richard Hofstadter in seiner Schrift über den paranoiden Stil entwickelt habe. Verschwörungstheorien seien für Butter „stigmatisiertes Wissen“, das wissenschaftlich nachweisbar falsch sei, damit aber noch nichts über die psychologische Funktion für ihre Anhänger, über ihre kulturelle Bedeutung und ihre Geschichte aussage. Verschwörungstheoretiker verabsolutieren Butters Auffassung nach übliche wissenschaftliche Vorgehensweisen auf völlig unrealistische Weise, indem sie etwa die Einflussmöglichkeiten einzelner Personen oder Gruppen auf den Lauf der Geschichte überschätzten („Nichts geschieht durch Zufall“) oder tatsächliche Interdependenz zu totaler kausaler Determination übertrieben („Alles ist miteinander verbunden“). Der falsche Schein unfertiger Darstellungen von Sachverhalten sei für Verschwörungstheoretiker nicht Ausdruck von Unkenntnis, sondern Täuschungsabsicht („Nichts ist, wie es scheint“). Diese drei Eigenschaften wie auch die Typologie hatte schon Michael Barkun herausgearbeitet, auf den sich Butter häufig bezieht.
Butter unterscheide gefährliche von ungefährlichen Theorien und warne vor „Verschwörungspanik“: Uneinigkeit über die Funktionsweise der Welt und der Gesellschaft gebe es auch zwischen Menschen, die nicht an Verschwörungstheorien glaubten, und dies sei „für die Demokratie am Ende bedrohlicher“. Verschwörungstheorien seien ein „Indiz für die demokratiegefährdende Fragmentierung der Gesellschaft“.
Nach Butter waren Verschwörungstheorien in der Vergangenheit viel verbreiteter als heute, sie seien üblicher Bestandteil offizieller Politik gewesen, wie etwa Abraham Lincolns Theorie einer Verschwörung der Sklavenhalter. Philipp Schnee vom Deutschlandfunk stimmt dieser Darstellung grundsätzlich zu, sie wirke jedoch stellenweise wie ein erster Entwurf. Etwas kurz komme etwa die Frage, „wie verschwörungstheoretisches Wissen funktioniert, oder warum so viele Menschen Komplexität und Unübersichtlichkeit nur schwer aushalten“.
In seinem Interview mit der Wirtschaftswoche vom 20. April 2018 führte Butter aus, bis in die 1960er Jahre seien Verschwörungstheorien Teil des öffentlichen Diskurses gewesen und jahrhundertelang von Eliten und Regierungen bewusst verbreitet worden; danach seien sie in die Subkulturen abgewandert, um heute vor allem elite- und regierungskritisch über das Internet verbreitet zu werden. Dabei werde die Zahl der Anhänger heutiger Verschwörungstheorien überschätzt. 1918 oder 1818 sei die Anhängerschaft von offiziellen Verschwörungstheorien, die vorwiegend von Regierungsseite aus verbreitet wurden, im Vergleich zu den heutigen aus dem Internet viel größer gewesen.
„Nahezu jeder US-Präsident, von Washington  über Lincoln bis Eisenhower, war ein Verschwörungsanhänger. Das war früher völlig etabliert“, zitiert die Welt am Sonntag aus Butters Werk. Verschwörungstheorien lieferten „in einem unübersichtlichen, multikausalen und chaotischen Umfeld den Schlüssel zu einem rar gewordenen Gut – Gewissheit“. Wichtig sei Butter auch das Radikalisierungspotential in diesen Theorien und der kulturelle Bezug.